# José Mujica
José Mujica   (Montevideo, 20 de maig de 1935 - Montevideo, 13 de maig de 2025) fou un agricultor i polític uruguaià. Diputat i senador per la coalició Front Ampli, va ser després el 40è president de la República de l'Uruguai entre 2010 i 2015 en guanyar les eleccions presidencials del 2009.

## Biografia
Mujica va ser una figura destacada contra l'opressió militar en temps de la dictadura militar (1973-1985). Més endavant, va ser diputat, ministre d'Agricultura, Ramaderia i Pesca (2005-2008) de Tabaré Vázquez  i, finalment, president. En la seva joventut va ser membre de la guerrilla dels Tupamaros, motiu pel qual va passar quinze anys a la presó on va ser torturat. El 1971 va protagonitzar al costat del líder i fundador de Tupamaros, Raúl Sendic, Eleuterio Fernández Huidobro, Jorge Manera Lluberas i nombrosos militants, una espectacular fugida de la presó de Punta Carretes, recreada en la pel·lícula La noche de 12 años d'Álvaro Brechner.
Durant el mandat de Mujica, l'Uruguai va tenir una activa participació en els nous organismes regionals d'Amèrica Llatina i el Carib de les primeres dècades del segle xxi, en la qual van coincidir en el poder més governs de tall progressista que mai en la història de la regió.
La figura del president Mujica va despertar l'interès mundial per la seva autenticitat, el seu estil de vida sobri i auster i per haver renunciat a la residència presidencial de Suárez y Reyes i al seu sou presidencial, i destinar el 90% del seu salari a causes solidàries. Conegut popularment com el «president més pobre del món», Mujica ha estat una figura d'inspiració per a altres polítics de l'àmbit internacional. Durant el seu mandat, va millora l'economia i es reduir la desigualtat. Les seves mesures de legalització del matrimoni igualitari, la despenalització de l'avortament, la legalització del consum i la producció regulada per l'estat de cànnabis i l'acolliment de convictes del centre de detenció de Guantánamo no van passar desapercebudes i alguns mitjans de comunicació com The Economist van nomenar l'Uruguai com el «país de l'any 2013».
Mujica sempre va viure juntament amb la seva companya Lucía Topolansky a la seva humil chacra de vint hectàrees al Rincón del Cerro als afores de Montevideo, fins i tot quan va ser president, on treballava la terra amb el seu tractor i després venia els seus productes. La parella va decidir que quan morissin els dos, la terra passaria a mans del Moviment de Participació Popular.